# Carmen (film, 1915, DeMille)
Pour les articles homonymes, voir Carmen (film).
Pour plus de détails, voir Fiche technique et Distribution.
Carmen est un film américain réalisé par Cecil B. DeMille, sorti en 1915. Il a été remonté pour une deuxième sortie en 1918. Seule cette version est aujourd'hui connue.

## Synopsis

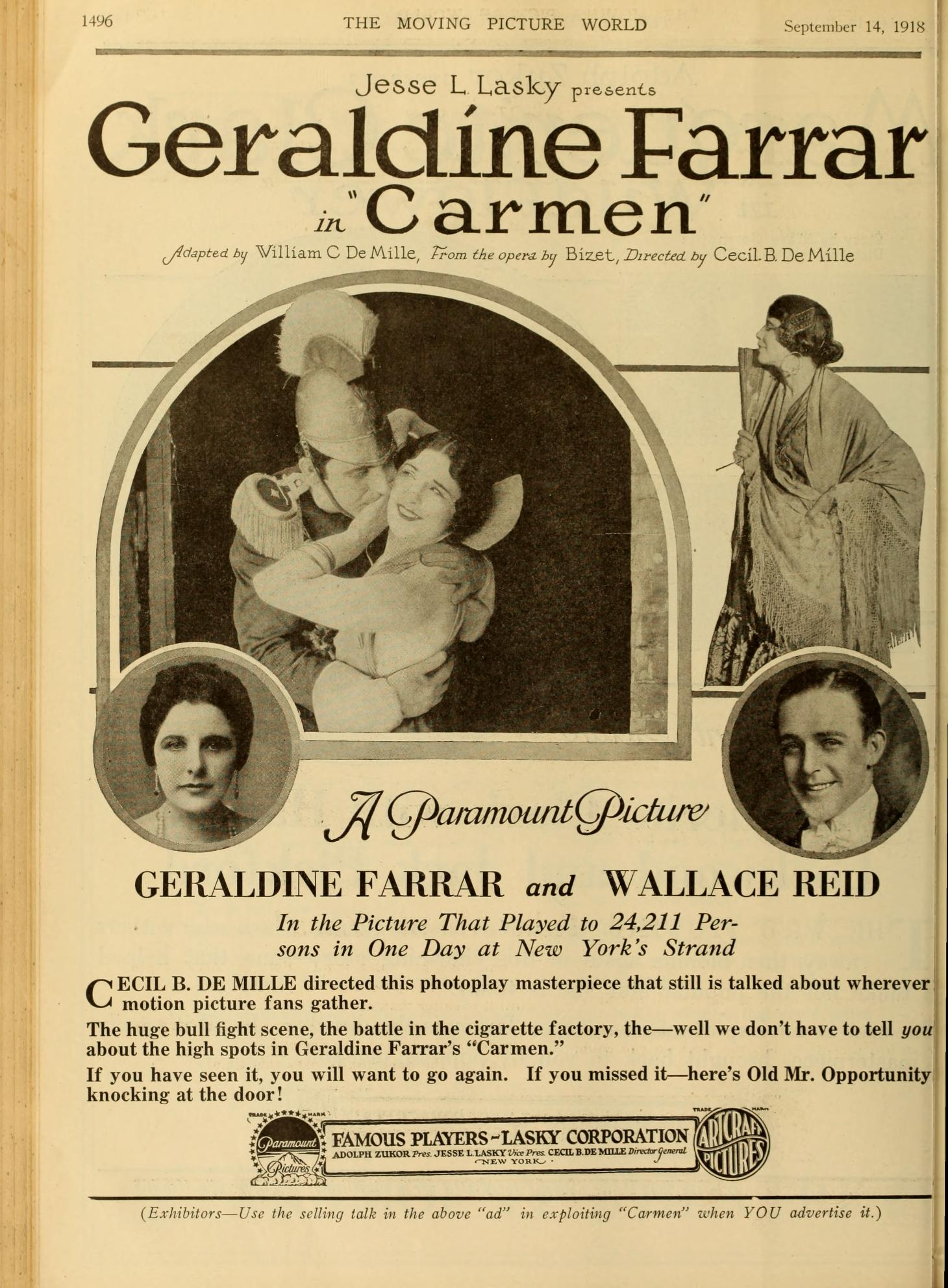
Publicité (1918)

La cigarettière Carmen se bat avec une de ses collègues. Elle est confiée à la garde du soldat Don José...

## Fiche technique
- Titre : Carmen
- Réalisation : Cecil B. DeMille
- Scénario : William C. de Mille d'après l'œuvre de Prosper Mérimée.
- Direction artistique : Wilfred Buckland
- Photographie : Alvin Wyckoff
- Montage : Anne Bauchens et Cecil B. DeMille
- Musique : Marlin Skiles
- Production : Cecil B. DeMille
- Société de production : Jesse L. Lasky Feature Play Company
- Société de distribution : Famous Players-Lasky Corporation
- Pays d'origine :  États-Unis
- Format : Noir et blanc - 35 mm - 1,33:1 - Film muet
- Genre : Drame
- Durée : 59 minutes
- Date de sortie : 
  -  États-Unis : 31 octobre 1915

## Distribution
- Geraldine Farrar : Carmen
- Wallace Reid : Don José
- Pedro de Cordoba : Escamillo
- Horace B. Carpenter : Pastia
- William Elmer : Capitaine Morales
- Jeanie Macpherson : Gypsy girl
- Anita King : Gypsy girl
- Milton Brown : Garcia
- Raymond Hatton : un spectateur de la corrida (non crédité)

## Anecdote
- La même année sort un projet concurrent de Raoul Walsh, qui porte le même titre.